# Getsjön, Östergötland
Getsjön är en sjö i Finspångs kommun i Östergötland och ingår i Motala ströms huvudavrinningsområde. Sjön har en area på 0,931 kvadratkilometer och ligger 63,2 meter över havet. Sjön avvattnas av vattendraget Vistingebäcken. I södra änden av sjön ligger friluftsgården Getsjötorp, ett torp med anor från 1600-talets kolare. På östra sidan sjön fanns även gårdarna Getsjö och Sjönäs, den senare ända in på 1900-talet. På västra stranden finns idag ett stugområde, Lövdalen. Enstaka sommarstugor samt båt- och badplatser finns också runt sjön. Största markägare i området är Holmen AB.
Östgötaleden passerar öster och norr om sjön, på sträckningen Sörsjön – Falsnäset. I höjd med den tidigare gården Sjönäs har ett vindskydd uppförts.

## Historia
Från 1645 finns bostäder dokumenterade vid Getsjön, då en kolare för De Geers messingbruk i Norrköping ska ha bott vid Getsjötorp, även känt som Koltorp. Från samma period finns även dokumenterat att de bosatta vid Getsjötorp var spinnare på segelduksmakeriet vid Rodga.
Under 1700-talet ägs Getsjötorp av ett antal stormän i Norrköpingstrakten, däribland Hans Pieter Hellwegh, ägaren till Rodga; brukspatron Jacob Graver och brukspatron Kristian Eberstein. Under 1800-talet förändras området, och enligt 1868-1877 års häradsekonomiska karta finns benämns Getsjötorp utjord, vilket tyder på att gården inte längre var bebodd. Däremot finns bosättningar på östra sidan sjön vid Getsjö och Sjönäs, utjorden Mosjötorp i nordväst, och vid sjöns nordöstra ände gårdarna Simfallet och Lindal. På östra sidan hade Lövdalen etablerats, och halvön Sjönäse ö var odlingsmark. Idag är Lövdalen det enda kvarvarande bostället, och har utvecklats till ett sommarstugeområde. Sjönäse ö är skogsmark.
Under 1900-talet kom en stor del av skogen i området att tillhöra Domänverket. Gården brukades till 1940- eller 1950-talet. Från 1951 arrenderades Getsjötorp av missionsförsamlingarna i Norrköping som en friluftsgård. År 2001 bildade församlingarna en stiftelse, som den 1 maj 2001 köpte torpet och nu (2021) fortsätter att bedriva verksamhet på platsen.

## Delavrinningsområde
Getsjön ingår i det delavrinningsområde (651136-151139) som SMHI kallar för Inloppet i Näfssjön. Medelhöjden är 84 meter över havet och ytan är 37,21 kvadratkilometer. Det finns inga avrinningsområden uppströms utan avrinningsområdet är högsta punkten. Vistingebäcken är både tillflöde och utflöde. Vid utflödet har den även namnet Getsjöån, och har biflödesordning 2, vilket innebär att vattnet flödar genom totalt 2 vattendrag innan det når havet efter 33 kilometer. Avrinningsområdet består mestadels av skog (77 procent). Avrinningsområdet har 3,32 kvadratkilometer vattenytor vilket ger det en sjöprocent på 8,9 procent.